# Agnete Carlsen
Agnete Synnøve Carlsen (* 15. Januar 1971 in Moss) ist eine ehemalige norwegische Fußballspielerin. Sie bestritt 97 Länderspiele, in denen ihr 17 Tore gelangen und mit denen sie zu mehreren Erfolgen beitrug. Sie gewann sowohl den Europa- als auch den Weltmeistertitel.

## Karriere

### Vereine
Carlsen spielte in ihrer Jugend und zuletzt bis 1987 für den Verein mit dem Namen Refsnes. Im Alter von 16 Jahren spielte sie für den auf der Insel Jeløya innerhalb der Gemeinde Moss ansässigen Sprint/Jeløy SK bis ins Jahr 1995 in der seit 1987 bestehenden eingleisigen ersten Liga mit zehn Mannschaften.
Im Juni 1995 wechselte sie nach Japan und spielte für die Nikko Securities Dream Ladies in der L. League. Bis zum Ende der Spielzeit 1999 war sie für den Verein aktiv und gewann dreimal in Folge die Meisterschaft und 1997 den nationalen Vereinspokal. Im Jahr 1997 wurde sie auf Leihbasis an den am 27. Dezember 1996 gegründeten und eigenständigen Frauenfußballverein FK Athene Moss abgegeben. Für den Nachfolgeverein, der ab der Spielzeit 1997 die aufgelöste Frauenfußballabteilung ihres ehemaligen Vereins Sprint/Jeløy SK ersetzte, kam sie vom 26. April bis zum 21. Juni 1997 in sieben Punktspielen zum Einsatz, in denen ihr am 30. April beim 5:0-Sieg im Auswärtsspiel gegen den Bøler IF mit dem Treffer zum Endstand in der 89. Minute ihr einziges Tor gelang.

### Nationalmannschaft
Ihr Debüt als Nationalspielerin für den NFF gab sie in der U16-Nationalmannschaft, für die sie am 25. September 1986 in Lillestrøm das in Freundschaft ausgetragene Länderspiel gegen die U16-Nationalmannschaft Israels bestritt, das mit 0:2 verloren wurde.
Für die A-Nationalmannschaft kam sie in zehn Jahren in 97 Länderspielen zum Einsatz. Ihr Debüt gab sie am 3. Juni 1988 im zweiten Spiel der Gruppe B des FIFA-Frauen-Einladungsturniers, der inoffiziellen Weltmeisterschaft, in der Volksrepublik China bei der 1:2-Niederlage gegen die Nationalmannschaft Brasiliens als Einwechselspielerin für Cathrine Zaborowski. Ihr erstes A-Länderspieltor erzielte sie im Rückspiel des EM-Viertelfinalqualifikationsspiel am 5. November 1988 in Rijsoord beim 3:0-Sieg über die Nationalmannschaft der Niederlande mit dem Treffer zum 2:0.
Carlsen bestritt zwischen ihrem ersten Länderspiel im Jahr 1988 bis zu ihrem letzten Einsatz als Nationalspielerin am 6. Juli 1997 bei der 0:2-Niederlage im letzten Spiel der EM-Gruppe B in Lillestrøm 20 Freundschaftsspiele, 25 EM-Qualifikations- und neun EM-Finalspiele sowie acht WM-Finalspiele.
Sie nahm an sechs unterschiedlichen Turnieren teil: 1990 Kanada-Pokal (3 Spiele), 1994 Chiquita-Cup (2 Spiele), 1996 Olympisches Fußballturnier (4 Spiele), 1997 Drei-Nationen-Turnier (2 Spiele) sowie viermal am Open-Nordic-Cup (1990, 1991, 1993; jeweils 3 Spiele, 1992 2 Spiele) – als Alternative der (seit 1982 nicht mehr ausgetragenen) Nordischen Meisterschaften (acht in Agia Napa (Zypern), drei im portugiesischen Tróia 1991) –  und dreimal am Algarve-Cup (1994; 3 Spiele, 1996 und 1997; jeweils 4 Spiele).

## Erfolge
Nationalmannschaft
- Weltmeisterin: 1995 (ohne Finaleinsatz)
- Europameisterin: 1993
- Olympische Bronzemedaille 1996
- Algarve-Cup-Siegerin: 1994, 1996, 1997
- Open-Nordic-Cup-Siegerin: 1993
- Kanada-Pokal-Finalistin: 1990
- Siegerin FIFA-Frauen-Einladungsturnier 1988 (inoffizielle Weltmeisterschaft)

Nikkō Shōken Dream Ladies
- Japanische Meisterin: 1996, 1997, 1998
- Japanische Pokalsiegerin: 1997

Sprint/Jeløy SK
- Norwegische Meisterin: 1990, 1993
- Norwegische Pokal-Siegerin: 1987, 1988